# Aurelio Guarnieri Ottoni
Pour les articles homonymes, voir Ottoni.
Aurelio Guarnieri Ottoni, né le 25 avril 1737 à Osimo et mort le 31 mai 1788 à Venise, est un archéologue italien.

## Biographie
Issu d’une des meilleures familles d’Osimo, il quitta de bonne heure sa patrie pour aller se fixer à Venise, où il forma une bibliothèque choisie, et se livra à des études diverses, principalement à celle des antiquités. Il y vécut dans la société des hommes les plus distingués, et mourut à 51 ans, le 31 mai 1788.

## Œuvres
Aurelio Guarnieri Ottoni n’a laissé qu’un petit nombre d’écrits :
- Dissertazione epistolare sopra un’antica ara marmorea esistente nel museo veneto Nani, Venise, 1785, in-4°. Dans l’explication de cette inscription, il fit preuve d’une excellente critique et d’une grande érudition.
- Dissertazione intorno all’antica via Claudia dalla città di Altino fino al fiume Danubio, Bassano, 1789, in-4°. Cette dissertation, qui est justement regardée comme un chef-d’œuvre en ce genre, ne parut qu’après sa mort. Elle a été publiée par son ami Girolamo Ascanio Molin, noble vénitien.

Quoique le comte Guarnieri eût abandonné sa patrie, cela ne l’empêcha pas de s’occuper de son histoire. L’abbé Lancelotti avait avancé que Nuceria Camelaria, ville du Picénum, dont il est question dans une inscription, était voisine de Piticchio di Roccacontrada. Le comte Pompeo Compagnoni, évêque d’Osimo, oncle de Guarnieri, se montra contraire à cette opinion. Guarnieri soutint l’avis de son oncle : les pièces de cette controverse sont insérées dans les Antichità Picene de Colucci, t. 11, p. 117. Le chevalier Molin avait recueilli quelques autres opuscules de Guarnieri, qu’il conservait dans sa bibliothèque.

## Sources
- « Aurelio Guarnieri Ottoni », dans Louis-Gabriel Michaud, Biographie universelle ancienne et moderne : histoire par ordre alphabétique de la vie publique et privée de tous les hommes avec la collaboration de plus de 300 savants et littérateurs français ou étrangers, 2e édition, 1843-1865 [détail de l’édition]